# 過度社會化
過度社會化（英語：over socialization）是美国社会学家Dennis Wrong提出的概念。是以現今社會學普遍以與人群進行積極接觸行為為正面價值的反思。過度社會化認為人太積極為社會服務或認同社會意見，名義上雖然是為合群，但在某種程度上卻是為掌控社會的當權者而活卻不自知，因而造成自我意識的喪失成為他人的傀儡（如威權國家之人民，或聽信媒體或網路言論，卻不知道該言論是被行銷公司或有心人所策排的讀者網民）。
過度社會化的最大特徵是過於服從權威、組織，或仰慕成功人士，並易流於人云亦云，而此種人云亦云有時也會以引經據典或追隨流行的形態呈現。而此種人格由於仰慕成功人士，並希望在社會群體中成為領導者之關係，往往會名利心強烈，因此常會在組織內組成小團體。
過度社會化跟反社會行為並不總是彼此衝突的，甚至過度社會化在一定程度上會導致或助長反社會行為，過度社會化導致的自我控制可能是種族屠殺的成因之一。此外在一個米爾格倫實驗中，高親和性和盡責性的人，在接受惡意權威的指揮下，更願意對受害者施加高電壓，而這是因為高盡責或高親和的人更難抵抗權威所致。